# Hårt mellanslag
Ett hårt mellanslag, hårt blanksteg, fast mellanslag/blanksteg/mellanrum, bekräftat mellanslag (eng. non-breaking space eller no‐break space, förkortning nbsp) är i datorbehandlad text en utslutning, som inte skall ge upphov till automatisk radbrytning. Ofta används det för att undvika radbrytning inom förkortningar såsom "t ex", inom tal såsom "1 000", samt mellan värde och måttenhet, exempelvis "2 km". Vid marginaljustering skiljer sig hårt blanksteg från vanligt blanksteg dessutom genom att det har specifik bredd, vanligen cirka ¼ fyrkant, det vill säga 12/4=3 pt om teckenstorleken är 12 pt.
Hårt mellanslag har i Unicode kodpunkten U+00A0 och namnet NO‐BREAK SPACE.

## Beskrivning och användning
Vissa programvaror för textsättning erbjuder flera olika bredder på utslutningar – allt från en hel fyrkant, till ett "vanligt" blanksteg till 1/18 fyrkant – men det är endast det fasta blanksteget som inte radbryts i digital text. En anledning till att det finns så många storlekar är att utslutningarna i äldre och enklare ordbehandlingsprogram används vid sättning för att skapa marginaljusterad text, det vill säga spalter med rak höger- och vänsterkant.
Fast mellanslag åstadkommes i HTML med koden &nbsp; eller &#160;.
Det fasta blanksteget är särskilt användbart i matematik och i naturvetenskapliga texter där de används som tusentalsavgränsare eller då man inte vill riskera att ett mätetal skiljs från sin enhet eller att längre enheter radbryts:
81 600 200,475 67
1,89 kJ kg−1 K−1
Det kan också användas då man vill undvika att exempelvis ett namn med initialer, ett telefonnummer eller en adress delas på två rader.

## Smalare alternativ
Som tusentalsavgränsare används i typografiska sammanhang ofta ett smalare blanksteg. Ett sådant smalt fast mellanrum (ca 1/8 fyrkant) ingår i Unicode som U+202F, narrow no-break space. 
Tecknet kan i HTML representeras som tecknet själv – om man använder UTF-8 eller annan kodning som stöder tecknet – eller som koden &#x202F; eller &#8239; (baserad på tecknets position i Unicode, hexadecimalt respektive decimalt). Numera (skrivet 2014) klarar många webbläsare att visa tecknet, medan andra visar det som nollbreddsmellanrum eller fyrkant. 
| Exempel på tal skrivet med smala blanksteg:     | 45 000 000, |
| att jämföras när det skrivs med hårda blanksteg | 45 000 000. |

Det smala blanksteget är användbart i tabeller med begränsat utrymme i kolumnerna.